# Paloma Ker
Paloma González Heredia (Caballito, Buenos Aires; 22 de enero de 1996) es una actriz y presentadora argentina reconocida por interpretar a Miranda García Mujica en la telenovela infantojuvenil Consentidos.

## Carrera
La autora televisiva Marcela Citterio la descubrió a los nueve años, en un cumpleaños de su hermana, vestida de Floricienta y gestionó su primera participación en pantalla, en La panadería de los Felipe, en 2005. Enseguida llegó un rol infantil en la telenovela Se dice amor. A partir de este trabajo tuvo apariciones en Los ex, Consentidos y Simona.
En su pasaje de la niñez a la adolescencia comenzó su formación actoral: asistió a la escuela de Reina Reech, estudió teatro con las hermanas Paula y María Marull y Nora Moseinco y desde 2009 continua capacitándose con Mónica Bruni.
Regularmente ha tomado clases de canto, entrenamiento vocal, danzas, instrumentos musicales e idiomas. Practicó equitación y es una exjugadora infantil de tenis del Club Harrods.
En 2009, con trece años de edad, interpreta uno de los papeles protagónicos, llamada Miranda, la hija adoptiva de la directora del colegio que encarnaba la actriz Claribel Medina en la novela televisiva Consentidos, protagonizada por Marcelo De Bellis, Michael Noher y Natalie Pérez. Esta novela televisiva se proyectó en televisión abierta tanto en Argentina como en diferentes lugares del mundo, sobre todo, en Italia y en España.
En 2019 protagonizó el papel de la primera mujer de Carlos Monzón, Pelusa, en la serie televisiva Monzón, una biografía sobre el excampeón mundial de boxeo producida por Pampa Film y Disney para Turner Internacional.

## Televisión
| Año         | Título                 | Personaje                             | Canal          | Notas              |
| ----------- | ---------------------- | ------------------------------------- | -------------- | ------------------ |
| 2005        | Panadería "Los Felipe" | Agustina                              | Telefé         | Debut              |
| 2005        | Amor en custodia       | Tatiana Aguirre Achaval Urien (Joven) | Telefé         | Participación      |
| 2006        | Se dice amor           | Tamara                                | Telefé         | Participación      |
| 2006        | Los Ex                 | Clara                                 | Telefé         | Ficción no emitida |
| 2009 - 2010 | Consentidos            | Miranda García Mujica / Ana Moreno    | El Trece       | Antagonista        |
| 2011        | Peter Punk             | Maia Oneceti                          | Disney Channel | Participación      |
| 2016        | Educando a Nina        | Isabel                                | Telefé         | Participación      |
| 2017        | Heidi                  | Wendy                                 | Nickelodeon    | Participación      |
| 2017        | La PrimaVera           | Kathie                                | America TV     | Participación      |
| 2018        | Simona                 | Martina Astrada                       | El Trece       | Antagonista        |
| 2019        | Monzón                 | Mercedes Beatriz García "Pelusa"      | Space          | Protagonista       |
| 2022        | Los protectores        | Hermana de Marcio                     | Star+          | Participación      |

## Teatro
| Año  | Título       | Personaje | Dirección        | Teatro              |
| ---- | ------------ | --------- | ---------------- | ------------------- |
| 2015 | La Burbuja   | Pilar     | Mecka            | Teatro Porteño      |
| 2016 | Los Anémicos | Hermana   | Dalia Elnecavé   | La casona Iluminada |
| 2016 | El Canasto   | Emilia    | Nicolás Vázquez  | Teatro Picadilly    |
| 2017 | Sexo Oral    | Paula     | Santiago Talledo | Microteatro         |

## Cine
| Año  | Título                     | Dirección       |
| ---- | -------------------------- | --------------- |
| 2017 | Tercer piso (cortometraje) | Santiago Linari |

## Radio
| Año  | Programa         | Emisora          | Rol                               |
| ---- | ---------------- | ---------------- | --------------------------------- |
| 2016 | Vale Cuatro      | Radio a la Calle | Conductora                        |
| 2017 | Alto Flash       | Radio y punto    | Coconductora junto a Manuel Ramos |
| 2019 | Tiempo de Verano | Radio Pinamar    | Conductora                        |

## Premios y nominaciones
| Año  | Premio       | Categoría         | Trabajo nominado | Resultado          |
| ---- | ------------ | ----------------- | ---------------- | ------------------ |
| 2019 | Produ Awards | Actriz revelación | Monzón           | Nominada Finalista |